# Psapharochrus parvus
Psapharochrus parvus là một loài bọ cánh cứng trong họ Cerambycidae.